# Knockoutmus
Knockoutmus er genmodificerede mus, avlet specifikt til brug i forskning.
For at forskere kan undersøge et gens funktion, er et eller flere gener gjort inaktive eller helt fjernet.